# Colobothea passerina
Colobothea passerina là một loài bọ cánh cứng trong họ Cerambycidae.